# FS ALe 601
Die Triebwagen der Baureihen ALe 601 der italienischen Ferrovie dello Stato (FS) waren Elektrotriebwagen, die für den Einsatz im hochwertigen Fernverkehr bestimmt waren.

## Geschichte
Die elektrischen Triebwagen wurden in den späten 1950er Jahren entwickelt als die Bahn die meisten Kriegsschäden repariert hatte. Das Konzept sah vor, dass Flügelzüge gebildet werden konnten. Das heißt, dass mehrere Triebwagen zusammen mit ihren Beiwagen ab dem Abgangsbahnhof zu einem Zug vereint verkehrten, der in Unterwegsbahnhöfen aufgeteilt wurde, sodass die einzelnen Zugteile verschiedene Destinationen bedienen konnten.
Die Triebwagen wurden zwischen 1961 und 1973 von verschiedenen Herstellern in zwei Serien gebaut. Bei der zweiten Serie wurde zusätzlich eine elektrische Widerstandsbremse eingebaut und das Übersetzungsverhältnis geändert, sodass die Höchstgeschwindigkeit von 180 km/h auf 200 km/h erhöht werden konnte.
Die ALe 601 waren mehrmals für italienische Geschwindigkeitsrekorde verantwortlich: Im Jahr 1963 wurden 225 km/h und 1968 schließlich 240 km/h erreicht. Für eine neue Rekordfahrt auf der Direttissima Florenz-Rom wurden drei Triebwagen für 250 km/h umgerüstet: Am 28. Dezember 1985 konnten 278 km/h erreicht werden.

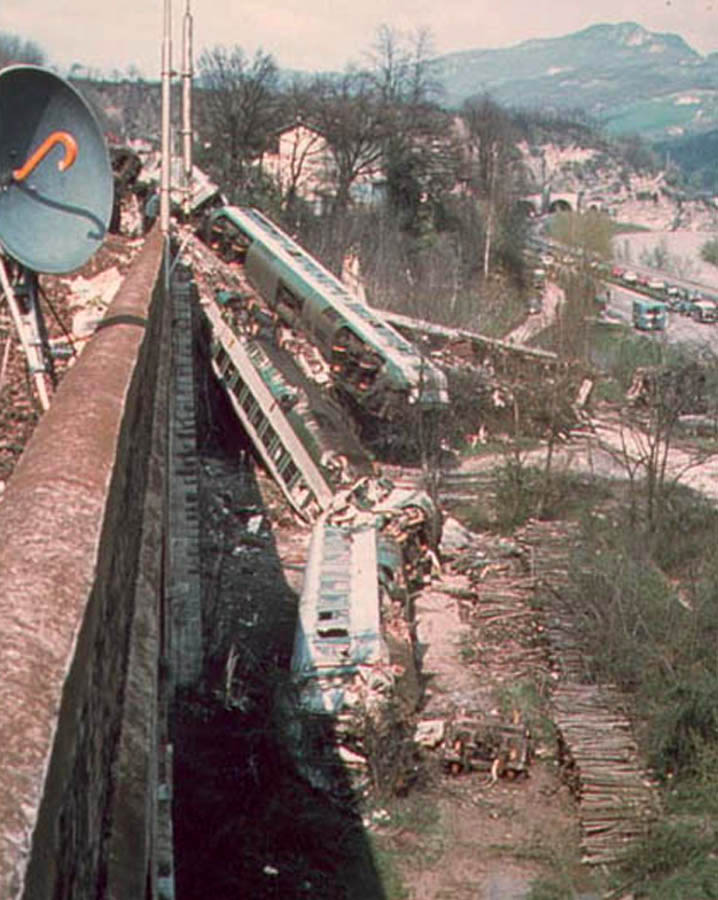
Der bei Murazze di Vado verunfallte Freccia della Laguna

In den Jahren 1979 und 1980 wurden zwei Beiwagen Le 420 zu Triebwagen umgebaut, die die Nummer 066 und 067 erhielten. Der Umbau erfolgte, um die beiden Triebwagen 051 und 057 zu ersetzen, die nach dem Unfall des Freccia della Laguna am 15. April 1978 abgebrochen werden mussten.
In den Jahren 1994 bis 2006 wurden 32 Triebwagen zu ALe 841 umgebaut. Je zwei Triebwagen und zwei Beiwagen bildeten einen vierteiligen Zug. 16 dieser Züge wurden im Nahverkehr eingesetzt und standen noch bis 2014 im Einsatz.
Die letzten nicht umgebauten ALe 601 waren bis 2006 im Regionalverkehr in Marken im Einsatz.

## Züge
Die folgenden Züge wurden mit ALe 601 geführt:
- Freccia della Laguna: Abgangsbahnhof Rom mit Zugteilen nach Venedig, Udine, Triest und Bozen. Der Zug wurde später in Marco Polo umbenannt.
- Peloritano, benannt nach den Monti Peloritani: Abgangsbahnhof Rom mit Zugteilen nach Palermo und Syrakus, beides auf Sizilien, das mit einer Eisenbahnfähre erreicht wurde
- Super Rapido, ein Zug, der Anfang der 1970er Jahre verkehrte und Mailand mit Rom verband. Die Strecke wurde ohne Zwischenhalt in 5 ½ Stunden zurückgelegt.

## Beiwagen
Zu den ALe 601 wurden 82 passende Beiwagen in acht verschiedenen Ausführungen beschafft, die sich in der Inneneinrichtung unterschieden. Der Wagenkasten war ähnlich demjenigen der Triebwagen aufgebaut.
Es gab die folgenden Ausführungen:
- Le 360: Küche und Bar mit 36 Plätzen
- Le 420: Küche und Speisesaal mit 42 Plätzen für Super-Rapido
- Le 480: Küche und Speisesaal mit 48 Plätzen
- Le 481: Gepäckwagen
- Le 530: Küche und Speisesaal mit 53 Plätzen
- Le 601: Sitzwagen mit 60 Plätzen 1. Klasse
- Le 780: Sitzwagen mit 78 Plätzen 2. Klasse

## Technik
Die Antriebssteuerung ist in klassischer Technik mit Umgruppierung der Fahrmotoren, Vorwiderständen und Feldschwächung ausgeführt. Bei Anfahrt sind alle Fahrmotoren in Serie geschaltet, danach werden zwei Gruppen von in Serie geschalteten Fahrmotoren parallel geschaltet. Die Fahrmotoren in einem Drehgestell sind dauernd in Serie geschaltet. Es wurden Fahrmotoren vom Typ T165 FS verwendet, wie sie auch in den ETR 220P und ETR 300 eingebaut sind. Die für 180 km/h zugelassenen Einheiten hatten Klotzbremsen, die für 200 km/h Scheibenbremsen.

## Erhaltene Fahrzeuge
Zwei Triebwagen ALe 601 und zwei Beiwagen Le 480 wurden im Juni 2019 der historischen Rollmaterialsammlung der FS-Stiftung zugewiesen und sollen betriebsfähig erhalten bleiben.